# 源雅実
源 雅実（みなもと の まさざね）は、平安時代後期の公卿。村上源氏、右大臣・源顕房の長男。官位は従一位・太政大臣。堀河天皇の外叔父。久我家の祖。
源氏初の太政大臣まで昇進したほか、舞楽や文学に長じた文化人としても名を残す。

## 経歴
治暦2年（1066年）に童殿上を許され、翌治暦3年（1067年）10月に後冷泉天皇の御前で『胡飲酒』を舞い、御衣を賜ったことは後年長く語り伝えられた。
治暦4年（1068年）従五位下に叙爵し、治暦5年（1069年）侍従に任官する。延久4年（1072年）右近衛少将に任ぜられると、延久5年（1073年）従五位上次いで正五位下に叙せられる。延久6年（1074年）には実姉で白河天皇の中宮となった藤原賢子の中宮権亮を兼ねる一方で、三度の昇叙により正四位下になるとともに右近衛中将に昇任されるなど急速に昇進する。承保2年（1075年）蔵人頭兼左近衛中将を経て、承暦元年（1077年）従三位・参議に叙任されるなど、弱冠19歳と父顕房より速い昇進スピードで公卿に列した。
議政官として引き続き近衛中将を兼ねる一方で、承暦3年（1079年）正三位次いで従二位と昇叙され、永保2年（1083年）権中納言に昇任し、侍従を兼ねる。応徳2年（1085年）正二位を経て、応徳3年（1086年）外甥の善仁親王の即位（堀河天皇）に前後して、上﨟の中納言5名（藤原祐家・藤原基長・藤原宗俊・藤原伊房・源俊明）を超えて権大納言に任ぜられる。権大納言を務める傍らで、堀河天皇の准母である中宮・媞子内親王の中宮大夫を務めたほか、寛治7年（1093年）には父の顕房から譲られた右近衛大将も兼ねるが、親子で近衛大将を引き継いだことについては、藤原師通や中御門宗忠らから批判を受けている。
康和2年（1100年）上﨟の大納言2名（源師忠・源俊明）を超えて内大臣に任ぜられ、祖父の源師房以来三代続けて大臣に就任する。永久3年（1115年）右大臣を経て、保安3年（1122年）太政大臣に昇った。これは源氏の太政大臣補任の初例である。
天治元年（1124年）7月7日病気のため出家して法名を蓮覚とした。大治2年（1127年）2月15日薨御。享年69。同年2月17日に遺体は久我（山城国乙訓郡）の山荘に移され、2月23日に久我の西辺に葬られた。

## 人物
学才はあまりなかったが、白河天皇が寵愛した中宮・藤原賢子の同母弟、堀河天皇の外叔父として朝廷で重きをなし、当時治天の君として朝廷の権力を掌握していた白河院や、関白・藤原忠実にも憚ることがなかった。父の顕房がわがままな性格で道に外れたことした際でも、雅実が参上すると、これをやめたという（『今鏡』）。雅実が薨去した際、同時代の人は「現世の昇進すでに万人を超え、入滅の時釈尊と同日なり、誠に是れ現当二世相叶ふ人か」（『中右記』）などと評していることからも、当時の雅実の名声の高さが窺える。
舞楽に優れ、秘曲『胡飲酒』を伝える楽家の多資忠が変死したとき、堀河天皇が『胡飲酒』を伝受していた雅実に命じて、資忠の子の忠方に伝えさせた逸話は各種の説話集や楽書に記されている。日記に『久我相国記』がある。

## 官歴
注記のないものは『公卿補任』による。
- 治暦4年（1068年）3月20日：従五位下（上東門院臨時御給）
- 治暦5年（1069年） 正月27日：侍従
- 延久元年（1069年） 正月20日：元服。7月26日：東宮昇殿
- 延久4年（1072年） 7月24日：右近衛少将（父顕房卿辞左兵衛督申任）
- 延久5年（1073年） 正月5日：従五位上（少将）。12月19日：正五位下（臨時）
- 延久6年（1074年） 正月28日：従四位下。6月20日：兼中宮権亮（中宮・藤原賢子）。6月26日：従四位上（中宮入内賞）。11月16日：兼近江権介。11月19日：正四位下（大嘗会悠紀国司）。12月26日：右近衛中将[8]
- 承保2年（1075年） 6月13日：蔵人頭。10月30日：左近衛中将、兼官如元
- 承保4年（1077年） 正月29日：従三位。12月13日：参議、中将如元
- 承暦2年（1078年） 正月20日：兼備前権守
- 承暦3年（1079年） 正月5日：正三位（行幸東三条第、中宮亮賞）。10月25日：従二位（中宮行啓野宮賞）
- 永保2年（1083年） 正月21日：権中納言。2月28日：兼侍従
- 応徳2年（1085年） 正月7日：正二位
- 応徳3年（1086年） 11月20日：権大納言
- 寛治2年（1088年） 日付不詳：辞侍従?
- 寛治5年（1091年） 正月22日：兼中宮大夫（中宮・媞子内親王）
- 寛治7年（1093年） 正月19日：止大夫（依院号也）。11月20日：兼右近衛大将（父公譲）
- 寛治8年（1094年） 9月5日：服解（父）
- 康和2年（1100年） 7月17日：内大臣。7月18日：如元可為右近衛大将
- 康和5年（1102年） 12月21日：左近衛大将
- 長治3年（1106年） 3月11日：皇太子傅（皇太子・宗仁親王）
- 嘉承2年（1107年） 7月19日：止傅（依受禅也）
- 天永4年（1113年） 正月6日：従一位（大臣労）
- 永久3年（1115年） 4月28日：右大臣（宣命）。5月5日：如元為左大将
- 元永2年（1119年） 正月28日：辞左大将
- 保安3年（1122年） 12月17日：太政大臣
- 保安4年（1123年） 正月27日：聴輦車
- 天治元年（1124年） 7月7日：出家（所労之上素懐也、太政大臣従一位）
- 大治2年（1127年） 2月15日：薨御

## 系譜
- 父：源顕房
- 母：源隆子 - 源隆俊の娘
- 妻：藤原師子 - 藤原師仲の娘、堀河天皇乳母
  - 長男：源顕通（?-1122）
- 妻：田上二郎の娘（または藤原経生の娘）
  - 二男：源雅定（1094-1162）
- 生母不明の子女
  - 女子：（?-1117）[9]
  - 女子：御匣殿[10]